# Dværghejre
Dværghejren (Ixobrychus minutus) er Europas mindste hejre, og er en meget sjælden gæst i Danmark. Den er 33-38 cm lang og vejer 60-150 g. Den har grøngrå ben. Hannen er brungul med sort isse, ryg og svingfjer. Hunnen har brunstribet bryst, ryg med lyse pletter og matgule vingedækfjer. Hejren lægger 4-7 æg i en rørskovsrede.

## Dværghejren i kulturen
Dværghejren er nævnt i Inger Christensens digt "Juninatten" fra digtsamlingen Alfabet ("dværghejren findes, kryptisk og sky").
| Fugl | Spire Denne artikel om fugle er en spire som bør udbygges. Du er velkommen til at hjælpe Wikipedia ved at udvide den. |